# Chicago (film fra 2002)
|  | For andre betydninger af Chicago, se Chicago (flertydig) |
Chicago er en amerikansk musicalfilm fra 2002 baseret på musicalen af samme navn, der handler om at være kendt, om skandaler og korruption i 1920'ernes Chicago. Filmen er instrueret af Rob Marshall med manuskript af Bill Condon efter musicalen. Den modtog seks Oscarpriser, herunder den prestigefyldte Oscar for bedste film. 

## Handling
I Chicago i 1920'erne er den lidt naive Roxie Hart (Renée Zellweger) på natklub sammen med sin elsker Fred Casely (Dominic West), som hun håber kan skaffe hende ind i showbusiness. På natklubben optræder Velma Kelly (Catherine Zeta-Jones), som efter showet bliver arresteret for drabet på sin mand og sin søster, da hun finder dem sammen i sengen. Fred indrømmer, at han har løjet for Roxie om, at han kan hjælpe hende med sit ønske, og hun dræber ham med to skud. Roxie overbeviser sin mand Amos (John C. Reilly) om, at Fred var en indbrudstyv, og han påtager sig skylden for drabet, da skylden over for politiet. De opdager dog bedrageriet og fængsler Roxie.
Hun sendes på gangen, hvor de kvindelige mordere sidder, mens de venter på rettergang. Denne afdeling styres af den korrupte "Mama" Morton (Queen Latifah), der mod betaling kan hjælpe kvinderne på afdelingen med bl.a. indsmugling af forskellige genstande. På gangen møder Roxie Velma og beslutter sig for at engagere dennes stjerneadvokat Billy Flynn (Richard Gere). Flynn overtales med besvær af Amos, og han arrangerer en pressekonference, hvor Roxie kommer til at fremstå som næsten uskyldig, så offentligheden er på hendes side. Velma er utilfreds med, at Roxie på den måde overtager hendes plads som mediedarling, og hun prøver at overtale Roxie til at samarbejde, når de – forhåbentlig – slipper ud af fængsel. Dette afslår Roxie på grund af en tidligere episode, hvor Velma har behandlet hende dårligt, og de to bliver bitre rivaler i kampen om offentlighedens bevågenhed.
Da pressen er ved at være mindre interesseret i Roxie, lader hun som om, hun er gravid, hvilket giver fornyet interesse for hende. Da hun kommer for retten, har Billy held til at tegne et fordelagtigt billede af hende og er på nippet til at få hende fri, da Velma mod at få amnesti fremviser Roxies dagbog, som ikke støtter hendes sag (selv om Roxie hævder, at det ikke er hendes dagbog). Det lykkes for Billy at undgå fælderne og få Roxie frikendt, men hendes berømmelse er kortvarig: I samme øjeblik, som hun kendes uskyldig, skyder en kvinde en mand lige uden for retsbygningen, hvilket alle journalisterne øjeblikkeligt vender sig mod, mens de glemmer Roxie. Hun forlader nu retsbygningen, idet hun opdager, at dagbogen var fabrikeret af Billy med den hensigt at få Velma fri. Hun afslører også for den trofaste Amos, at hendes graviditet var et falsum.
Roxie er nu tilbage i ukendtheden og ude af stand til at få gang i en karriere på scenen, da Velma henvender sig til hende. Hun har også haft svært ved at vende tilbage til sin tidligere succes, og hun foreslår nu, at de slår sig sammen som "de to mordersker". Roxie afslår med den begrundelse, at de jo hadede hinanden i fængslet, men Velma konstaterer kynisk, at den eneste branche, hvor det ikke er noget problem, er showbusiness. Filmen slutter med, at de to modtager stående ovation efter en fælles optræden, hvor blandt andet Mama og Billy er blandt publikum.

## Medvirkende
- Renée Zellweger – Roxie Hart
- Catherine Zeta-Jones – Velma Kelly, sanger og skuespiller
- Richard Gere – Billy Flynn, advokat
- Queen Latifah – "Mama" Morton, fængselsbetjent
- John C. Reilly – Amos Hart, Roxies mand
- Christine Baranski – Mary Sunshine, reporter
- Lucy Liu – Kitty Baxter, morder i fængslet
- Dominic West – Fred Casely, Roxies elsker

## Musiknumre
- "Ouverture / All That Jazz" – Velma og ensemble
- "Funny Honey" – Roxie
- "When You're Good to Mama" – Mama
- "Cell Block Tango" – Velma og pigerne på mordergangen
- "We Both Reached for the Gun" – Billy, Roxie, Mary og reportere
- "Roxie" – Roxie og kor
- "I Can't Do It Alone" – Velma
- "Mister Cellophane" – Amos
- "Razzle Dazzle" – Billy og ensemble
- "Class" – Velma og Mama (ikke med i den oprindelige film, men inkluderet på dvd-udgave og soundtrack-album)
- "Nowadays" – Roxie
- "Nowadays / Hot Honey Rag" – Roxie, Velma
- "I Move On" – Roxie, Velma
- "All That Jazz" (reprise) – Velma og ensemble
- "Exit Music" – instrumentalt

## Priser
Filmen blev succes blandt både anmeldere og publikum, og den modtog en lang række priser i 2003. Den var nomineret til tretten Oscars og vandt seks: Bedste film, kvindelige birolle til Zeta-Jones, scenografi, kostumer, klipning samt lyd.

## Eksterne Henvisninger
- Chicago på Internet Movie Database (engelsk)
- Chicago på Filmdatabasen
- Chicago på Scope
- Chicago i Svensk Filmdatabas (svensk)
- Chicago på AlloCiné (fransk)
- Chicago på MovieMeter (nederlandsk)
- Chicago på AllMovie (engelsk)
- Chicago hos American Film Institute (engelsk)
- Chicago hos British Film Institute (engelsk)
- Chicagos profil hos Encyclopædia Britannica Online (engelsk)

| Priser                                       | Priser                     | Priser                                                |
| -------------------------------------------- | -------------------------- | ----------------------------------------------------- |
| Foregående: Et smukt sind (A Beautiful Mind) | Oscar for bedste film 2003 | Efterfølgende: Ringenes Herre - Kongen vender tilbage |